# Champagne (Peppino di Capri)
(Champagne)
Champagne è una canzone del 1973 composta da Mimmo Di Francia, su testo di Depsa e Sergio Iodice e lanciata da Peppino Di Capri. È una delle più note canzoni dell'artista caprese, oltre che uno dei brani più noti della musica italiana.

## Descrizione
Fu pubblicata la prima volta su disco singolo a 45 giri nel dicembre del 1973, in occasione della sua presentazione a Canzonissima di quell'anno da parte di Peppino di Capri. Il 45 giri comprendeva dal lato A la canzone suddetta e dal lato B il brano La prima sigaretta. Da allora, Champagne ha fatto il giro del mondo divenendo col tempo uno dei brani italiani più eseguiti e amati.

### Genesi del brano
Creata “pensando a Charles Aznavour ed a Domenico Modugno”, la canzone ha trovato in Peppino di Capri il suo interprete principale: da allora Champagne non ha mai smesso di accompagnare e guidare il successo dell'artista caprese. Nell'autunno del 1973 la collaborazione tra Mimmo Di Francia, Sergio Iodice e Depsa - i tre creatori del brano - era solida e fu proprio partendo da una frase appuntata da Depsa su una sua agenda che Mimmo di Francia ideò il titolo Champagne e l'architettura complessiva della canzone. La melodia, successivamente, fu ideata da Di Francia in un taxi a Napoli. Il testo nacque dalla collaborazione tra i tre autori.
Nel novembre del 1973 si tennero le registrazioni ed il mixaggio della canzone presso gli studi dell'Editore Bideri a Napoli, con Giuseppe Porro come Sound Engineer, l'incisione presso la CGD Pressing Plant di Milano. Per le incisioni di Champagne furono convocati i migliori elementi orchestrali dell’Opera di Roma, con Peppino di Capri e la sua band che realizzarono la base strumentale. Il brano fu inserito nella cassetta, dello stesso anno, che porta lo stesso titolo (Splash – PPC 7) e l'anno successivo nell'album omonimo pubblicato in Venezuela (CBS – DCS-709) L'anno successivo, con l'uscita dell'album Il giocatore, sempre di Faiella e la partecipazione della sua band, i Rokers, la canzone fu inserita nell'LP come ultima traccia di chiusura del disco, stessa cosa avvenuta anche nella ripubblicazione del 33 giri nel 1979 come raccolta dal titolo Teneramente.

## Il successo
Nel corso degli anni, numerose antologie e raccolte di Peppino di Capri sono state intitolate proprio Champagne, a conferma della popolarità della canzone. Il brano è stato poi reinciso e riarrangiato da Peppino in varie occasioni.
In America meridionale il brano è ascoltatissimo, dagli anni '70 ai giorni nostri. Brasile, Argentina, Venezuela, Paraguay ed Uruguay sono i primi paesi nei quali la canzone si impone con forza. In particolare, in Argentina è elaborata la prima traduzione del brano in lingua spagnola.
In Italia, oltre che da Peppino di Capri, la canzone è stata interpretata anche da altri artisti come Mino Reitano, Nico Fidenco e Roberto Murolo (quest'ultimo in spagnolo, in una versione non ancora pubblicata), in tempi recenti anche da Andrea Bocelli, il quale nel 2013 la incluse nel proprio album Passione (sia in italiano sia in spagnolo, con l'arrangiamento di David Foster e Bill Ross) raggiungendo il 2º posto della classifica americana Billboard.
In America del Sud Champagne è stata incisa dal gruppo brasiliano Banda Careda (in versione disco-samba) e da Agnaldo Timoteo, oltre che dal venezuelano Josè Luis Rodriguez (El Puma) e dallo spagnolo Manolo Otero (il quale ha venduto oltre 700 000 copie nel solo Brasile), mentre Roberto Carlos la canta dal vivo in chiusura di molti concerti, fra cui un concerto natalizio per l'emittente brasiliana Rede Globo, facilmente rintracciabile su Youtube.
Il brano è divenuto popolare anche grazie al cinema, essendo utilizzato dal regista Dino Risi nei film Profumo di Donna con Vittorio Gassman e Il Commissario Lo Gatto con Lino Banfi. L'attore Maurizio Micheli ne ha proposto una esilarante parodia nella pellicola Rimini Rimini. È presente anche nei film A spasso nel tempo di Carlo Vanzina e Terra bruciata di Fabio Segatori, nonché nel film del 2015 Natale col boss in cui Peppino di Capri - in qualità di attore e cantante - la interpreta in versione rap insieme a Gué Pequeno durante i titoli di coda (con il titolo modificato in Fiumi di champagne).
Nel 2013 è stato reinterpretato da Andrea Bocelli.
Nel 2016 è stato pubblicato un volume intitolato Cameriere, champagne!.., scritto da Mimmo di Francia con il giornalista Michelangelo Iossa, che racconta vita, sorte e miracoli della canzone, come recita il sottotitolo del libro edito da Graus (ISBN 978-8-883464-92-8).
Nel 2023 Antonio Cotardo incide la sua versione in coppia con Peppino di Capri (Antonio Cotardo).

## Tracce
Lato A
1. Champagne – 3:48 (testo: Depsa, Sergio Iodice – musica: Mimmo Di Francia)

Lato B

La prima sigaretta - 3:57 (testo: Mimmo di Francia-Sharade - musica: Mimmo di Francia-Sharade)